# Sono fotogenico
Sono fotogenico è un film del 1980 diretto da Dino Risi, con Renato Pozzetto, Edwige Fenech e Aldo Maccione.
È stato presentato fuori concorso al Festival di Cannes del 1980.

## Trama
Antonio Barozzi è un trentenne che vive a Laveno coi genitori ed il nonno. Coltiva il sogno di diventare attore cinematografico e, dopo l'ultimo scherzo dei compaesani, decide di trasferirsi a Roma per perseguire questa carriera. A Roma inizia a rivestire ruoli minori in alcune produzioni, e conosce anche Cinzia, una bellissima ragazza, anche lei a inizio carriera come attrice. Ben presto finisce vittima di personaggi senza scrupoli come il cinico ed avido avvocato Pedretti, assunto quale suo agente.
Per un caso fortunato Antonio si trova bloccato in ascensore per diverse ore con un grosso produttore italo-americano, che in un momento di confidenze gli promette un aiuto per la carriera. Dopo aver atteso invano per settimane d'essere richiamato, Antonio si reca di persona a Los Angeles ma senza successo. Tornato in Italia riprende a fare parti minori, anche per via di una scenata plateale durante una ripresa importante con Monicelli e Gassman. Durante l'ennesima comparsata in un film, come controfigura di Monica Vitti per un inseguimento in auto, Antonio ha un grave incidente che lo lascia zoppo per sempre. Intanto Cinzia si scopre incinta e, incontrato per caso di nuovo Antonio che ha cominciato a lavorare come venditore ambulante di shampoo ai semafori, gli propone assieme al suo amante Sergio di assumersi la paternità della prole in arrivo, per non compromettere la propria carriera che invece sta affermandosi.
Accantonati i sogni di gloria, Antonio torna al suo paese, sposa la fidanzata Marisa che l'aveva pazientemente atteso, comincia a lavorare in banca come il padre, ed adotta i due gemelli partoriti da Cinzia.

## Produzione
Il film è stato realizzato principalmente a Roma e sul Lago Maggiore.
- Il palazzo dove viene girato il film del regista Mario Monicelli è Palazzo Primoli, situato a Roma in via Zanardelli 1
- il palazzo dove vive Edwige Fenech è in viale Palmiro Togliatti a Roma
- sempre a Roma, sul Lungotevere Maresciallo Diaz, Terrazza del Pincio in via Valadier, gli ex studi De Paolis in via Tiburtina 521, l'Hotel Cavalieri Hilton
- la casa del protagonista è a Laveno
- alcune scene lungo il Lago Maggiore vennero realizzate a Pallanza, poco distante dal mausoleo di Luigi Cadorna
- Nel film compaiono brevemente anche Lory del Santo e Serena Grandi

## Distribuzione
La pellicola è stata distribuita nelle sale cinematografiche italiane il 21 marzo 1980.

## Accoglienza

### Incassi
Il film si è classificato al 53º posto tra i primi 100 film di maggior incasso della stagione cinematografica italiana 1979-1980.